# Кипьего, Майкл
Майкл Кипкорир Кипьего — кенийский легкоатлет, который специализируется в беге на средние и длинные дистанции. Двукратный чемпион мира по кроссу в командном первенстве. До 2010 года специализировался в беге на 3000 метров с препятствиями. На этой дистанции он стал чемпионом мира среди юниоров 2002 года, занял 4-е место на всемирном легкоатлетическом финале 2006 года, выиграл серебряную медаль чемпионата Африки 2008 года и в этом же году финишировал 8-м на легкоатлетическом финале в Штутгарте.
В 2011 году финишировал 3-м на Эйндховенском марафоне, установив личный рекорд 2:06.48. В 2012 году стал победителем Токийского марафона с результатом 2:07.37.

## Сезон 2014 года
23 февраля занял 4-е место на Токийском марафоне с результатом 2:06.58.